# 아이스 (프로게이머)
아이스(본명: 윤상훈, 2001년 4월 9일 ~ )는 대한민국의 리그 오브 레전드 프로게이머로 포지션은 AD 캐리이다. 아이디는 Ice이다.

## 선수 생활
2021시즌을 앞두고 리브 샌드박스의 2군팀으로 콜업되면서 프로 커리어를 시작했다.
2022시즌을 앞두고 1군팀으로 콜업되었다. 2022년 1월 21일에 치러진 광동 프릭스와의 경기에서 1군 데뷔전을 치렀다. 스프링 시즌 초반에는 엔비가 주전으로 출전했지만 이후 주전 경쟁에서 승리하면서 점차 출전 횟수를 늘려갔다. 서머 시즌을 앞두고 팀에 프린스가 영입되면서 2군으로 샌드다운되었다. 2022시즌 종료 후 팀에서 퇴단했다.

## 소속팀
| # | 팀명          | 소속 기간               | 소속 리그 | 비고 |
| - | ------------- | ----------------------- | --------- | ---- |
| 1 | 리브 샌드박스 | 2020.12.18 ~ 2022.12.03 | LCK       |      |

## 수상 내역
- 2020년 대통령배 전국 아마추어 e스포츠 대회 우승